# Geschriebenstein Straße

Die Geschriebenstein Straße (B 56) ist eine Landesstraße in Österreich. Sie hat eine Länge von 64,5 km und verläuft im südlichen Burgenland entlang der Staatsgrenze zu Ungarn. Die Geschriebenstein Straße, benannt nach dem höchsten Berg des Burgenlandes, beginnt in Lockenhaus im Tal der Güns und führt im Naturpark Geschriebenstein-Írottkő über die Passhöhe. Anschließend führt sie durch das Tal der Pinka und den Pinkaboden ins Tal der Strem nach Güssing.

## Geschichte
Die Geschriebenstein Straße in ihrer heutigen Form existiert erst seit 1972 und entstand aus zahlreichen ehemaligen Landesstraßen.

### Ursprünge
Da das Burgenland bis 1921 zu Ungarn gehörte, waren sämtliche Straßen auf die ungarischen Städte Körmend und Szombathely ausgerichtet. Die Straße von Burgau über Güssing nach Körmend wurde 1854 als ungarische Landesstraße eingestuft. 1926 wurde das burgenländische Straßennetz neu geordnet und an die veränderten Staatsgrenzen angepasst. Auf der heutigen Strecke gab es seit 1. Juli 1926 folgende Landesstraßen:
- Die Strecke zwischen Güssing und Körmend wurde als Güssinger Straße bezeichnet.
- In Strem zweigte die Pinkatalstraße ab, die über Moschendorf und Edlitz bis Kohfidisch führte.
- Die Rechnitzer Straße zwischen Rechnitz und Schachendorf gehörte seit 1. Juli 1926 ebenfalls zum Netz der Landesstraßen im Burgenland.

Die dazwischenliegende Burger Straße bzw. Deutsch-Schützener Straße wurde durch eine Verordnung der burgenländischen Landesregierung vom 20. August 1928 zur Bezirksstraße erklärt.

### Frühere Strecken und Bezeichnungen
Die Kirchschlager Straße führte seit 1. April 1948 als Bundesstraße von Lockenhaus über den Geschriebenstein bis Schachendorf. Seit 1972 endet die Kirchschlager Straße in Rattersdorf, deshalb wurde der südliche Streckenabschnitt der Kirchschlager Straße 1972 in Geschriebenstein Straße (B 56) umbenannt.
Die Geschriebenstein Straße zwischen Schachendorf und Güssing gehört erst seit 1. Jänner 1972 zum Netz der Bundesstraßen in Österreich. Sie ersetzte die oben genannten Landes- und Bezirksstraßen.